# Bieńkowice (Myślenice)
Pour les articles homonymes, voir Bieńkowice.
Bieńkowice (prononciation : [bjɛɲkɔˈvit͡sɛ]) est une localité polonaise de la gmina de Dobczyce, située dans le powiat de Myślenice en voïvodie de Petite-Pologne.